# کلودیا پول
کلودیا پول (به انگلیسی: Claudia Poll) (زادهٔ ۲۱ دسامبر ۱۹۷۲) شناگر اهل کاستاریکا است .